# Ильина-Сеферянц, Александра Ивановна
Александра Ивановна Ильина-Сеферянц (2 декабря 1890, Данков Рязанской губернии, Российская империя (ныне Липецкой области) — 1975, Москва) — русская советская поэтесса.

## Биография
Родилась в семье рабочего. Получив среднее образование, в 1907 году уехала на станцию Эмба Ташкентской железной дороги, где начала работать учительницей одноклассного железнодорожного училища. В 1910 году перевелась на станцию Бузулук учительницей двуклассного железнодорожного училища. В 1914 году переехала в Москву и поступила на историко-филологический факультет Высших женских курсов. Была секретарём организации «Студенческий дом», в задачу которой входила работа среди студенчества.
В 1918 году вышла замуж за юриста Барсега Теводоровича Сеферянца, и в 1920 году оказалась на Южном фронте, куда был направлен её супруг. Затем жила Нижнем Новгороде, с 1922 года — в Москве.
В 1923 году А. И. Ильина-Сеферянц окончила 1-й Московский университет по этнолого-лингвистическому отделению. Позже работала преподавателем русского языка и литературы в педагогическом институте, на историческом факультете Московского университета, в железнодорожном техникуме.
В 1920-е — 1930-е годы состояла членом ряда писательских организаций: была секретарём Всероссийского союза поэтов, членом Всероссийского союза писателей. Женщина-литератор входила в организацию колхозных писателей, в литературное объединение «Никитинские субботники».

## Творчество
Дебютировала, как поэтесса в 1917 году в печати. Впоследствии поэтесса вспоминала: 

«Писать начала рано, лет с 15. Но серьезно никогда на своё творчество не смотрела — работа не оставляла досуга — писать приходилось между делом».
С 1918 года её стихотворения публикуются в периодических изданиях. В 1922 году вышел сборник стихов Александры Ильиной-Сеферянц «Земляная литургия», который весь пронизан горячей любовью к творчеству великого крестьянского поэта Сергея Есенина.
Творчество поэтессы отмечено большим влиянием С. Есенина и Н. Клюева, а также знаменитых современниц А. Ахматовой, Е. Полонской, В. Бутягиной, В. Инбер.
В феврале 1923 года с положительной рецензией о её стихах в газете «Правда» выступил В. Я. Брюсов.

## Избранная библиография
- Земляная литургия : лирика 1921 года. — М. : Гос. изд., 1922. — 64 с.
- Стихи // В венок Ильичу : сб. стихов. — Томск, 1924. — 42 с.
- Прежде : стихи // Волга. — 1993. — № 5. — С. 118—119.
- Земляная жажда : стихи // Сто одна поэтесса серебряного века : антол. — СПб. : ДЕАН, 2000. — С. 95-98.